# دولوريس دورن
دولوريس دورن (بالإنجليزية: Dolores Dorn)‏ هي ممثلة أمريكية، ولدت في 3 مارس 1934 في شيكاغو في الولايات المتحدة.

## وصلات خارجية
- دولوريس دورن على موقع IMDb (الإنجليزية)
- دولوريس دورن على موقع قاعدة بيانات برودواي على الإنترنت (الإنجليزية)
- دولوريس دورن على موقع قاعدة بيانات الفيلم (الإنجليزية)